# Вісімдесят три святині Тернопілля
«Вісімдесят три святині Тернопілля» — путівник Тернопільщиною Ірини Пустиннікової, який вийшов 2010 року у видавництві «Грані-Т» (м. Київ) у серії «Путівники». Зорієнтований на мандрівників, що подорожують автомобілем. Містить велику кількість карт (авторства Романа Маленкова) та фотографій.
Путівник об'єднує 83 святині Тернопільщини, що належать до різних історичних періодів, стилів архітектури та релігійних течій.

## Анотація
Тернопільщину не вивчити за один візит. І це чудово: сюди хочеться повертатися. Віруючі майже всіх християнських конфесій, які існують в Україні, будуть зацікавлені кількома значними духовними центрами області й багатьма святинями.
Для греко-католиків таким центром є Зарваниця, для католиків — Язловець, а православні, безумовно, знають про Почаївську лавру. Кількість віруючих на Тернопіллі найбільша в Україні — понад 95 %.
Крім усім відомих пам'яток, путівник розповість і про ті, яких зазвичай не знайти у конфесійних джерелах чи мистецтвознавчих дослідженнях. Ірина Пустиннікова нагадує також: на території краю збереглися старі костели, синагоги та окописька, про які варто довідатися значно більше.

## Характеристика путівника
Путівник зорієнтований на мандрівників та читачів, які цікавляться історією та архітектурною спадщиною Тернопілля. Він стане у нагоді тим, хто вирішить ближче познайомитися зі святинями Тернопільщини. Путівник містить інформацію про 83 об'єкти архітектури.

## Зміст путівника
- Найдавніші святині Тернопілля
- Зарваницькі дива
- Заздрість — це добре
- Підгорянський монастир
- Сакральні пам'ятки Теребовлі
- Відлуння Дрездена в Микулинцях
- Почаївська лавра
- Кременець: від Бони до наших днів
- Волинськими стежками
- Збараж і його святині
- Чортків і його храми
- Ясна гора над Улашківцями
- Храми Бережан
- Оборонні святині Гусятина
- Бучач і околиці
- Скелі дива Рукомишу
- Уліс, де ховалися монахи
- Язловець: як замок став католицькою святинею
- Скромна чарівність Підгайців
- Храми — воїни
- Найцікавіші сільські дерев'яні храми області
- Пам'ятки без господарів: старовинні костели Тернопілля
- Архітектурні сироти